# Pastinachus sephen
La raya de cola plumosa (Pastinachus sephen) es una especie de elasmobranquio rajiforme de la familia Dasyatidae, que habita en la región indo-pacífica. Su característica más distintiva es un apéndice en forma de vela en su cola. Esta especie se captura por el elevado valor de su piel, con la que se confecciona un tipo especial de cuero.

## Distribución y hábitat
La raya de cola plumosa se encuentra en una amplia variedad de aguas tropicales de la región indopacífica, desde Sudáfrica y el Mar rojo hasta Japón y Australia, incluyendo Melanesia y Micronesia. Son peces anfídromos, pudiendo penetrar en estuarios y ríos. Entre las rayas, esta especie es la más común en agua dulce, habiendo sido vista en río Ganges a 2200 km de distancia del mar. Se las suele encontrar en fondos arenosos en aguas costeras, y en arrecifes de coral a profundidades no mayores de los 60 m.

## Descripción
Esta especie puede alcanzar los 3 metros de longitud, y 1,8 metros de anchura, pudiendo pesar hasta 250 kg.

## Relación con los humanos

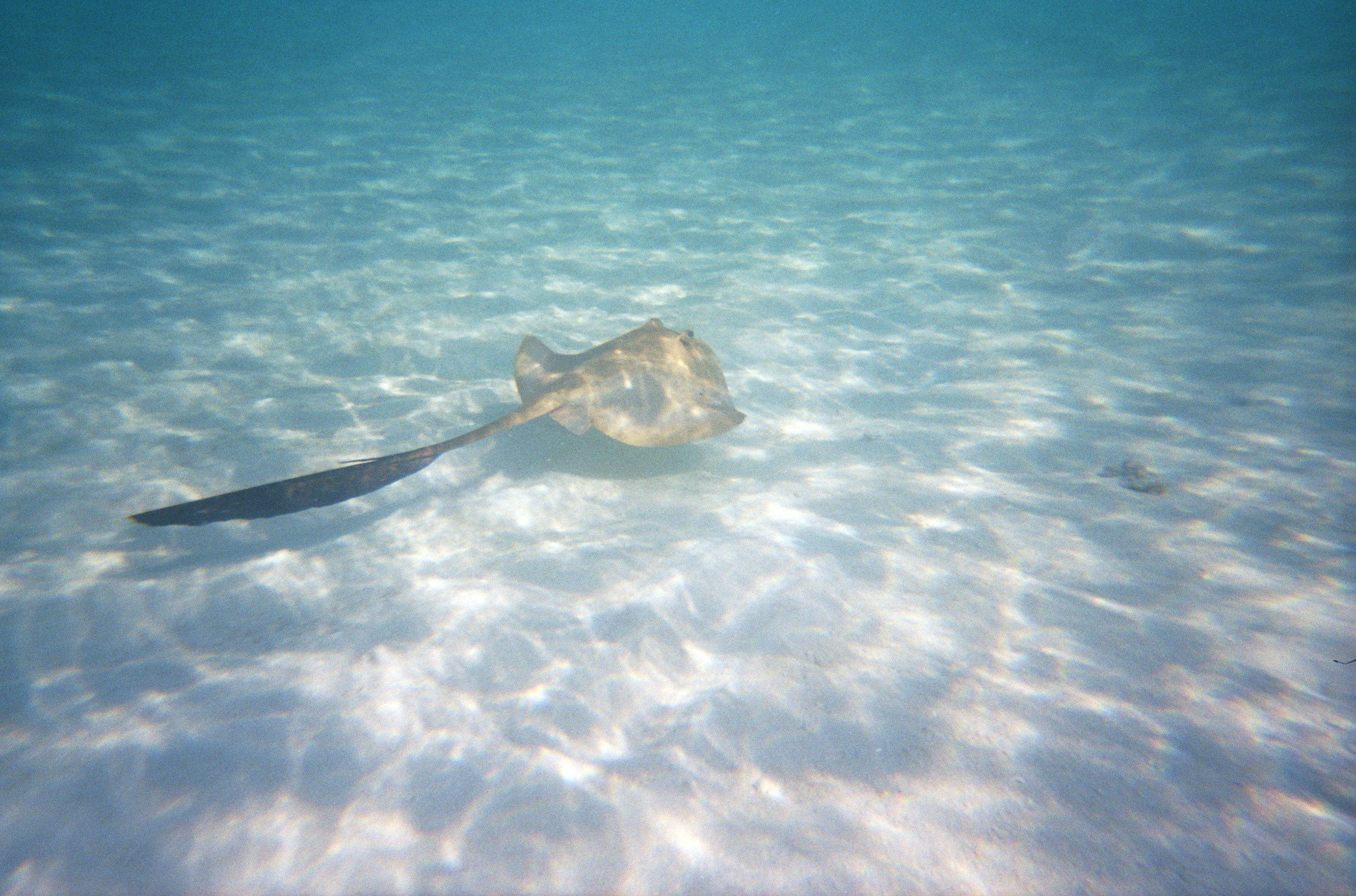
Raya plumosa en las Maldivas.

Su espolón de cola, con borde serrado, es potencialmente peligroso para los humanos, siendo esta especie particularmente peligrosa debido a la elevada movilidad de su cola, que le permite alcanzar objetos por encima de su cuerpo. Su carne no es muy codiciada, y su dura piel se utiliza ocasionalmente para pulir madera. sin embargo, su valor comercial se debe a la utilización de su piel para confeccionar un tipo de cuero. El gran tamaño del animal, y la regularidad de su piel, son aspectos muy apreciados entre quienes de dedican a confeccionar estos materiales. La popularización del cuero de raya desde 1990, unido a la lenta reproducción de la especie, hace temer a algunos estudiosos sobre la supervivencia de la especie a medio plazo.